# Paulistânia
Paulistânia es un municipio brasileño del estado de São Paulo. Se localiza a una latitud 22º34'42" sur y a una longitud 49º24'10" oeste, estando a una altitud de 645 metros. Su población estimada en 2004 era de 1.910 habitantes.
Posee un área de 257,22 km².

## Demografía
Datos del Censo - 2000
Población total: 3.779
- Urbana: 999
- Rural: 780
- Hombres: 941
- Mujeres: 2.670

Densidad demográfica (hab./km²): 6,93
Mortalidad infantil hasta 1 año (por mil): 7,65
Expectativa de vida (años): 76,37
Tasa de fertilidad (hijos por mujer): 2,56
Tasa de alfabetización: 85,14%
Índice de Desarrollo Humano (IDH-M): 0,774
- IDH-M Salario: 0,667
- IDH-M Longevidad: 0,856
- IDH-M Educación: 0,800

(Fuente: IPEAFecha)

## Hidrografía
- Río Turvo
- Río Alambari
- Río Corrego del Son Gerônimo
- Río Rebeirão del Limoeiro

## Carreteras
- SP-225

## Administración
- Prefecto: Hélio José Ferreira del Nascimento (2009/2012)
- Viceprefecto: Drº Paulo Augusto Granchi
- Presidente de la cámara: Claudineia de Moraes Marques (2009/2010)